# 半电池
半电池是一个包含可导电电极、电解质及分离两者而自然形成的双电层结构。该层内的化学反应会在电极和电解质之间移动電荷，从而形成电位差。典型的阳极反应为电极上的金属原子溶解，并作为正离子传送过双电层，导致电解质获得一个净正电荷，而电极获得一个净负电荷。增加的电位差使双电层中产生强电场，电势将继续升高，直至电场使泵出净电荷的反应停止。在独立的半电池中，自限制几乎立即就会出现；适当连接两个不同的半电池，就可形成伽凡尼電池。
电化学中的标准半电池为298 K（25 °C）下，浸在1 molar（1 mol/L）金属盐水溶液的金属电极。标准电极电势表中包含标准电极电势，是鹽橋连接的金属半电池与标准氢电极间的电势差，它与金属活动性密切相关。
标准氢半电池：
2H+(aq) + 2e− → H2(g)
鋅銅電池中的半电池：
原方程
Zn + Cu2+ → Zn2+ + Cu
锌半电池（陽極）
Zn → Zn2+ + 2e−
铜半电池（陰極）
Cu2+ + 2e− → Cu